# Parc éolien de Sainte-Valière
Le Parc éolien de Sainte-Valière est un parc éolien situé à Sainte-Valière dans l'Aude.

## Histoire
Cinq éoliennes constituent le parc fondé par la société Volkswind dans le secteur des Combettes. Le projet est présenté en 2012 mais est retardé en raison de compléments d'études sur les espèces protégées qui sont demandés en 2017. 
Le projet fait appel au crowdfunding. Il est contesté en 2015 et 2016. La SARL SF Développement et l'association Sauvegarde du territoire porte sud du Minervois ont demandé au tribunal administratif de Montpellier d'annuler l'arrêté du 3 juin 2016 « par lequel le préfet de l'Aude autorise l'exploitation d'une installation de production d'électricité utilisant l'énergie mécanique du vent de cinq aérogénérateurs sur le territoire de la commune de Sainte-Valière (Aude) », mais la demande est rejetée le 6 février 2018. Les travaux reprennent finalement en octobre 2023,.

## Description
Les cinq éoliennes mesurent 100 mètres de haut. La tête est portée par des mâts de 80 mètres de hauteur.